# Melitaea praxilla
Melitaea praxilla är en fjärilsart som beskrevs av Hans Fruhstorfer 1917. Melitaea praxilla ingår i släktet Melitaea och familjen praktfjärilar. Inga underarter finns listade i Catalogue of Life.